# Lucas Molo
Lucas Molo (Rio de Janeiro, 8 juni 1983) is een Braziliaans autocoureur.

## Carrière
Molo won het Braziliaanse Endurance Championship in 2004 en 2005 voor het team Equipe TekProm. Hij eindigde als zevende in de 1000 mijl van Brazilië op het Autódromo José Carlos Pace. Dat jaar reed hij ook één raceweekend in het World Touring Car Championship in zijn thuisrace op het Autódromo Internacional de Curitiba voor TekProm in een Alfa Romeo 156. In de eerste race haalde hij de finish niet, terwijl hij in de tweede race als achttiende eindigde.
In 2007 begon Molo deel te nemen aan de Light-klasse van de Stock Car Brasil. Naast dit kampioenschap reed hij in 2008 ook één race in de Italiaanse Renault Clio Cup. In 2009 reed hij ook voor LG Motorsports in de 12 uur van Sebring, de openingsronde van de American Le Mans Series, maar wist met zijn teamgenoten Lou Giglotti en Eric Curan de finish net te halen, waardoor hij als 24e geklasseerd werd.
In 2009 reed Molo ook twee races in de Braziliaanse Porsche GT3 Cup, waar hij in 2010 fulltime instapte. Hij wist echter geen grote resultaten te behalen en eindigde als vijftiende in het kampioenschap. In 2011 keerde hij terug in het Brazilian Endurance Championship voor TekProm en wist opnieuw het kampioenschap te winnen.